# 週刊お宝TV
『週刊お宝TV』（しゅうかんおたからテレビ）は、NHK衛星第2テレビジョンで2006年4月7日から放送していたテレビ番組。
2007年2月からは『お宝TVデラックス』（おたからテレビデラックス）に改題し、月1回2時間の放送に変更され、2008年度は75分に短縮されていたが、2009年3月の放送を最後に3年間続いた『お宝TV』の放送に終止符を打った。
画角情報は、アナログ・デジタルとも4:3である。

## 概要
毎週ゲストを招き、NHK・民放問わず過去に日本のテレビ局で放送された1980年以前の番組を取り上げる。しかし、1回の放送時間が30分しかないこともあり、権利関係もあって一部しか放送できないことから、視聴者からの不満も相次いでいた。
これを受け、2007年のスタートとともに始められた「2007年 BSうごく」をキャッチフレーズとした衛星放送改革によって、番組の骨組みと月間の放送時間数は変えないものの、それを月1回に集約してテーマを定めることで、じっくり見てもらう方式に変更された。

## 放送時間
いずれも衛星第2テレビ。
週刊お宝TV
- 本放送：毎週金曜19:30～20:00
- 再放送：翌週月曜23:30～24:00

お宝TVデラックス
- 2007年1月～2008年3月　本放送：毎月1回土曜20:00～22:00
- 2008年4月～　本放送：毎月1回土曜19:45～21:00

## 司会
- 麻丘めぐみ
- 高山哲哉（NHKアナウンサー）

## 放送内容

### 週刊お宝TV（2006年）
| 回 | 本放送日 | 取り上げた番組                             | 取り上げた番組                             | 取り上げた番組                             | ゲスト                     | ゲスト                             | ゲスト |
| 回 | 本放送日 | タイトル                                   | 本放送期間                                 | 本放送局                                   | 氏名                       | 職業等                             | 生年   |
| -- | -------- | ------------------------------------------ | ------------------------------------------ | ------------------------------------------ | -------------------------- | ---------------------------------- | ------ |
| 1  | 4月7日   | 夢であいましょう                           | 1961年-1966年                              | NHK                                        | タケカワユキヒデ           | シンガーソングライター・作家       | 1952年 |
| 2  | 4月14日  | チロリン村とくるみの木                     | 1956年-1964年                              | NHK                                        | 安奈淳                     | 女優                               | 1947年 |
| 3  | 4月21日  | 柔道一直線                                 | 1969年-1971年                              | TBS                                        | 夢枕獏                     | 小説家                             | 1951年 |
| 4  | 5月5日   | GWスペシャル「昭和30年代 TVヒーロー伝説!」 | GWスペシャル「昭和30年代 TVヒーロー伝説!」 | GWスペシャル「昭和30年代 TVヒーロー伝説!」 | 梨元勝                     | 芸能リポーター                     | 1944年 |
| 4  | 5月5日   | GWスペシャル「昭和30年代 TVヒーロー伝説!」 | GWスペシャル「昭和30年代 TVヒーロー伝説!」 | GWスペシャル「昭和30年代 TVヒーロー伝説!」 | 柄本明                     | 俳優                               | 1948年 |
| 5  | 5月12日  | 花の生涯                                   | 1963年                                     | NHK                                        | 滝田栄                     | 俳優                               | 1950年 |
| 6  | 5月19日  | ウルトラセブン                             | 1967年-1968年                              | TBS                                        | 押井守                     | 映画監督                           | 1951年 |
| 7  | 6月2日   | ジェスチャー                               | 1953年-1968年                              | NHK                                        | 小室等                     | 歌手                               | 1943年 |
| 8  | 6月9日   | お笑い三人組                               | 不明                                       | NHK                                        | 夏樹陽子                   | 女優                               | 1952年 |
| 9  | 6月23日  | 番頭はんと丁稚どん                         | 不明                                       | 毎日放送                                   | 仲畑貴志                   | コピーライター                     | 1947年 |
| 10 | 7月7日   | 七人の刑事                                 | 1961年-1969年                              | TBS                                        | 吉村作治                   | 早稲田大学客員教授                 | 1943年 |
| 11 | 7月14日  | ひょっこりひょうたん島                     | 1964年-1969年                              | NHK                                        | 萩尾みどり                 | 女優                               | 1953年 |
| 12 | 7月21日  | 銭形平次                                   | 1966年-1984年                              | フジテレビ                                 | 服部真湖                   | タレント                           | 1961年 |
| 13 | 8月4日   | 少年ジェット                               | 1959年-1960年                              | フジテレビ                                 | 南こうせつ                 | フォークシンガー                   | 1949年 |
| 14 | 9月1日   | 私の秘密                                   | 1955年-1967年                              | NHK                                        | 立松和平                   | 作家                               | 1947年 |
| 15 | 9月15日  | ウルトラアイ                               | 1978年-1986年                              | NHK                                        | 松尾貴史                   | タレント                           | 1960年 |
| 16 | 9月29日  | 月光仮面                                   | 1958年-1959年                              | TBS                                        | 三笑亭夢之助               | 落語家・タレント                   | 1949年 |
| 17 | 10月6日  | お笑いオンステージ                         | 1972年-1982年                              | NHK                                        | 片岡鶴太郎                 | タレント・俳優・画家               | 1954年 |
| 18 | 10月13日 | 新八犬伝                                   | 1973年-1975年                              | NHK                                        | コロッケ                   | ものまねタレント                   | 1960年 |
| 19 | 10月20日 | なぞの転校生                               | 1975年                                     | NHK                                        | 飯星景子                   | タレント・ニュースキャスター・作家 | 1963年 |
| 20 | 11月3日  | 天下御免                                   | 1971年-1972年                              | NHK                                        | 沢田亜矢子                 | 女優・歌手・タレント               | 1949年 |
| 21 | 11月10日 | 魔法のじゅうたん                           | 1961年-1963年                              | NHK                                        | Mr.マリック                | プロマジシャン                     | 1949年 |
| 22 | 11月17日 | サインはV                                  | 複数あり                                   | TBS                                        | 叶和貴子                   | 女優                               | 1956年 |
| 23 | 12月8日  | 赤穂浪士                                   | 1964年                                     | NHK                                        | 桂三枝（現・六代目桂文枝） | 落語家                             | 1943年 |
| 24 | 12月15日 | すばらしい世界旅行                         | 1966年-1990年                              | 日本テレビ                                 | 原田大二郎                 | 俳優                               | 1944年 |

### お宝TVデラックス（2007 - 2009年）
| 回 | 本放送日       | テーマ                            | 取り上げた番組                       | 取り上げた番組                  | 取り上げた番組                  | ゲスト |
| 回 | 本放送日       | テーマ                            | タイトル                             | 本放送期間                      | 放送局                          | ゲスト |
| -- | -------------- | --------------------------------- | ------------------------------------ | ------------------------------- | ------------------------------- | --- |
| 1  | 2007年 2月24日 | 輝け!青春                         | ステージ101                          | 1970年-1974年                   | NHK                             | 森末慎二 斉藤慶子 熊田曜子 藤原智美 手塚理美 上條恒彦 ヤング101                                                                       |
| 1  | 2007年 2月24日 | 輝け!青春                         | 若い広場                             | 1962年-1982年                   | NHK                             | 森末慎二 斉藤慶子 熊田曜子 藤原智美 手塚理美 上條恒彦 ヤング101                                                                       |
| 1  | 2007年 2月24日 | 輝け!青春                         | YOU                                  | 1982年-1987年                   | NHK                             | 森末慎二 斉藤慶子 熊田曜子 藤原智美 手塚理美 上條恒彦 ヤング101                                                                       |
| 1  | 2007年 2月24日 | 輝け!青春                         | おれは男だ!                          | 1971年-1972年                   | 日本テレビ                      | 森末慎二 斉藤慶子 熊田曜子 藤原智美 手塚理美 上條恒彦 ヤング101                                                                       |
| 1  | 2007年 2月24日 | 輝け!青春                         | ふぞろいの林檎たち                   | 1983年-複数                     | TBS                             | 森末慎二 斉藤慶子 熊田曜子 藤原智美 手塚理美 上條恒彦 ヤング101                                                                       |
| 2  | 3月17日        | 旅立ち・決意の時                  | 北の国から                           | 1981年-複数                     | フジテレビ                      | 春風亭昇太 松本明子 小出由華 立木義浩 田中邦衛 杉田成道 竹本孝之 鈴木伸一                                                             |
| 2  | 3月17日        | 旅立ち・決意の時                  | 中学生日記                           | 1972年-現在                     | NHK名古屋                       | 春風亭昇太 松本明子 小出由華 立木義浩 田中邦衛 杉田成道 竹本孝之 鈴木伸一                                                             |
| 2  | 3月17日        | 旅立ち・決意の時                  | まんが道 青春編 ほか                 | 1987年                          | NHK                             | 春風亭昇太 松本明子 小出由華 立木義浩 田中邦衛 杉田成道 竹本孝之 鈴木伸一                                                             |
| 3  | 4月14日        | 恋愛のカタチ                      | 男女7人夏物語                        | 1986年                          | TBS                             | 芳村真理 高田延彦 小倉優子 井沢満 倉田てつを ザ・たっち                                                                               |
| 3  | 4月14日        | 恋愛のカタチ                      | タッチ                               | 1985年-1987年                   | フジテレビ                      | 芳村真理 高田延彦 小倉優子 井沢満 倉田てつを ザ・たっち                                                                               |
| 3  | 4月14日        | 恋愛のカタチ                      | 君の名は                             | 1991年                          | NHK                             | 芳村真理 高田延彦 小倉優子 井沢満 倉田てつを ザ・たっち                                                                               |
| 3  | 4月14日        | 恋愛のカタチ                      | 純愛山河 愛と誠                      | 1974年-1975年                   | 東京12チャンネル                | 芳村真理 高田延彦 小倉優子 井沢満 倉田てつを ザ・たっち                                                                               |
| 4  | 5月12日        | 日本のお母さん                    | おはなはん                           | 1966年                          | NHK                             | 江戸家小猫 奈美悦子 くまきりあさ美 山本一力 樫山文枝 石井ふく子 田中美里 武田広（ナレーション） 坪井章子（ナレーション）              |
| 4  | 5月12日        | 日本のお母さん                    | 肝っ玉かあさん                       | 1968年-複数                     | TBS                             | 江戸家小猫 奈美悦子 くまきりあさ美 山本一力 樫山文枝 石井ふく子 田中美里 武田広（ナレーション） 坪井章子（ナレーション）              |
| 4  | 5月12日        | 日本のお母さん                    | あぐり ほか                          | 1997年                          | NHK                             | 江戸家小猫 奈美悦子 くまきりあさ美 山本一力 樫山文枝 石井ふく子 田中美里 武田広（ナレーション） 坪井章子（ナレーション）              |
| 5  | 6月9日         | 笑いの力                          | ゲバゲバ90分!                        | 1969年-1971年                   | 日本テレビ                      | 岡本麗 清水圭 磯山さやか 藤本義一 大橋巨泉 前田武彦 楠トシエ                                                                          |
| 5  | 6月9日         | 笑いの力                          | 頓馬天狗                             | 1959年-1960年                   | 読売テレビ                      | 岡本麗 清水圭 磯山さやか 藤本義一 大橋巨泉 前田武彦 楠トシエ                                                                          |
| 5  | 6月9日         | 笑いの力                          | おそ松くん                           | 1969年-複数                     | 毎日放送                        | 岡本麗 清水圭 磯山さやか 藤本義一 大橋巨泉 前田武彦 楠トシエ                                                                          |
| 5  | 6月9日         | 笑いの力                          | お笑い三人組 ほか                    | 1956年-1966年                   | NHK                             | 岡本麗 清水圭 磯山さやか 藤本義一 大橋巨泉 前田武彦 楠トシエ                                                                          |
| 6  | 7月14日        | 熱きライバルたち                  | 白い巨塔                             | 1978年                          | フジテレビ                      | 五大路子 角盈男 安倍麻美 ジェームス三木 瀬古利彦 山本學 小林俊一                                                                      |
| 6  | 7月14日        | 熱きライバルたち                  | 巨人の星                             | 1968年-1971年                   | 読売テレビ                      | 五大路子 角盈男 安倍麻美 ジェームス三木 瀬古利彦 山本學 小林俊一                                                                      |
| 6  | 7月14日        | 熱きライバルたち                  | 天と地と ほか                        | 1969年                          | NHK                             | 五大路子 角盈男 安倍麻美 ジェームス三木 瀬古利彦 山本學 小林俊一                                                                      |
| 7  | 9月8日         | 知るは楽しみなり                  | 知られざる世界                       | 1974年-1986年                   | 日本テレビ                      | 安藤和津 市川森一 英玲奈 北野大 鈴木健二 結城利三 栗田邦夫                                                                            |
| 7  | 9月8日         | 知るは楽しみなり                  | クイズ面白ゼミナール                 | 1981年-1988年                   | NHK                             | 安藤和津 市川森一 英玲奈 北野大 鈴木健二 結城利三 栗田邦夫                                                                            |
| 7  | 9月8日         | 知るは楽しみなり                  | 未来への遺産 ほか                    | 1974年-1975年                   | NHK                             | 安藤和津 市川森一 英玲奈 北野大 鈴木健二 結城利三 栗田邦夫                                                                            |
| 8  | 10月13日       | 宇宙へのロマン                    | キャプテンウルトラ                   | 1967年                          | TBS                             | 松本零士 平山亨 矢島信男 大槻ケンヂ 清水ミチコ 渋谷飛鳥 柳家小ゑん                                                                    |
| 8  | 10月13日       | 宇宙へのロマン                    | 銀河鉄道999                          | 1978年-1981年                   | フジテレビ                      | 松本零士 平山亨 矢島信男 大槻ケンヂ 清水ミチコ 渋谷飛鳥 柳家小ゑん                                                                    |
| 8  | 10月13日       | 宇宙へのロマン                    | NHKスペシャル 銀河宇宙オデッセイ     | 1990年                          | NHK                             | 松本零士 平山亨 矢島信男 大槻ケンヂ 清水ミチコ 渋谷飛鳥 柳家小ゑん                                                                    |
| 8  | 10月13日       | 宇宙へのロマン                    | アポロ11号 月着陸                    | 1969年                          |                                 | 松本零士 平山亨 矢島信男 大槻ケンヂ 清水ミチコ 渋谷飛鳥 柳家小ゑん                                                                    |
| 9  | 11月10日       | 食は文化なり                      | 料理の鉄人                           | 1993年-1999年                   | フジテレビ                      | 道場六三郎 城戸崎愛 夏木陽介 相田翔子 荻原次晴 さくら                                                                                 |
| 9  | 11月10日       | 食は文化なり                      | 美味しんぼ                           | 1988年-1992年                   | 日本テレビ                      | 道場六三郎 城戸崎愛 夏木陽介 相田翔子 荻原次晴 さくら                                                                                 |
| 9  | 11月10日       | 食は文化なり                      | NHKスペシャル 人間は何を食べてきたか | 1985年                          | NHK                             | 道場六三郎 城戸崎愛 夏木陽介 相田翔子 荻原次晴 さくら                                                                                 |
| 9  | 11月10日       | 食は文化なり                      | きょうの料理                         | 1957年-現在                     | NHK                             | 道場六三郎 城戸崎愛 夏木陽介 相田翔子 荻原次晴 さくら                                                                                 |
| 10 | 12月8日        | 伝説の男たち                      | 太陽にほえろ!                        | 1972年-1986年                   | 日本テレビ                      | 中山秀征 ダンカン 阿川泰子 赤井沙希 竜雷太 渡辺徹 岡田晋吉 江夏豊                                                                     |
| 10 | 12月8日        | 伝説の男たち                      | 男たちの旅路                         | 1976年-1982年                   | NHK                             | 中山秀征 ダンカン 阿川泰子 赤井沙希 竜雷太 渡辺徹 岡田晋吉 江夏豊                                                                     |
| 10 | 12月8日        | 伝説の男たち                      | NHK特集 江夏の21球                   | 1983年                          | NHK                             | 中山秀征 ダンカン 阿川泰子 赤井沙希 竜雷太 渡辺徹 岡田晋吉 江夏豊                                                                     |
| 11 | 2008年 1月12日 | あっぱれ時代劇!                   | 隠密剣士                             | 1962年-1965年                   | TBS                             | 松村邦洋 井上和香 ペリー荻野 小松政夫 大瀬康一 中村敦夫 橋田壽賀子                                                                    |
| 11 | 2008年 1月12日 | あっぱれ時代劇!                   | 木枯し紋次郎                         | 1972年-1973年                   | フジテレビ                      | 松村邦洋 井上和香 ペリー荻野 小松政夫 大瀬康一 中村敦夫 橋田壽賀子                                                                    |
| 11 | 2008年 1月12日 | あっぱれ時代劇!                   | おんな太閤記                         | 1981年                          | NHK                             | 松村邦洋 井上和香 ペリー荻野 小松政夫 大瀬康一 中村敦夫 橋田壽賀子                                                                    |
| 11 | 2008年 1月12日 | あっぱれ時代劇!                   | コメディーお江戸でござる             | 1995年-2004年                   | NHK                             | 松村邦洋 井上和香 ペリー荻野 小松政夫 大瀬康一 中村敦夫 橋田壽賀子                                                                    |
| 12 | 3月15日        | 朝を彩るヒロインたち              | 鳩子の海                             | 1974年                          | NHK                             | 長谷川初範 高見恭子 山田雅人 堀越のり 斉藤こず恵 藤田三保子 浅茅陽子 八木雅次 川野太郎 ジェームス三木                                 |
| 12 | 3月15日        | 朝を彩るヒロインたち              | 雲のじゅうたん                       | 1976年                          | NHK                             | 長谷川初範 高見恭子 山田雅人 堀越のり 斉藤こず恵 藤田三保子 浅茅陽子 八木雅次 川野太郎 ジェームス三木                                 |
| 12 | 3月15日        | 朝を彩るヒロインたち              | 澪つくし                             | 1985年                          | NHK                             | 長谷川初範 高見恭子 山田雅人 堀越のり 斉藤こず恵 藤田三保子 浅茅陽子 八木雅次 川野太郎 ジェームス三木                                 |
| 13 | 4月5日         | 昭和が息づくホームドラマ          | ありがとう                           | 1970年-複数                     | TBS                             | 平野文 中島誠之助 藤原智美 石井ふく子 深町幸男                                                                                        |
| 13 | 4月5日         | 昭和が息づくホームドラマ          | あ・うん                             | 1980年-複数                     | NHK                             | 平野文 中島誠之助 藤原智美 石井ふく子 深町幸男                                                                                        |
| 14 | 5月3日         | アイドルバラエティーの黄金時代    | カックラキン大放送!!                 | 1975年-1986年                   | 日本テレビ                      | うじきつよし 熊谷真実 泉麻人 坂上二郎 野口五郎 白井荘也 平尾昌晃 石野真子 川﨑麻世 堤大二郎 新田純一 ひかる一平 野々村俊恵 日髙のり子 |
| 14 | 5月3日         | アイドルバラエティーの黄金時代    | レッツゴーヤング                     | 1974年-1986年                   | NHK                             | うじきつよし 熊谷真実 泉麻人 坂上二郎 野口五郎 白井荘也 平尾昌晃 石野真子 川﨑麻世 堤大二郎 新田純一 ひかる一平 野々村俊恵 日髙のり子 |
| 15 | 6月7日         | バラエティー番組の原点            | 夢であいましょう                     | 1961年-1966年                   | NHK                             | 坂本スミ子 梓みちよ 田辺靖雄 九重佑三子 鈴木邦彦 半田健人 うつみ宮土理 ほか                                                           |
| 16 | 7月5日         | 青春の光と影                      | 俺たちの旅                           | 1975年                          | 日本テレビ                      | 秋野太作 岡田晋吉 片岡鶴太郎 鍵本景子 山本一力 赤坂泰彦 ほか                                                                          |
| 16 | 7月5日         | 青春の光と影                      | 翼をください                         | 1988年                          | NHK                             | 秋野太作 岡田晋吉 片岡鶴太郎 鍵本景子 山本一力 赤坂泰彦 ほか                                                                          |
| 17 | 8月2日         | はるかなり わが祖国               | 大地の子                             | 1995年                          | NHK                             | 藤原智美 飯星景子 宝田明 原安治 河村正一                                                                                              |
| 17 | 8月2日         | はるかなり わが祖国               | NHK特集 再会～35年目の大陸行～       | 1980年                          | NHK                             | 藤原智美 飯星景子 宝田明 原安治 河村正一                                                                                              |
| 18 | 9月20日        | 特撮ドラマの黎（れい）明期        | マグマ大使                           | 1966年-1967年                   | フジテレビ                      | 江木俊夫 小嶋伸介 市川森一 山田五郎 大仁田厚 山田まりや                                                                               |
| 18 | 9月20日        | 特撮ドラマの黎（れい）明期        | 快獣ブースカ                         | 1966年-1967年                   | 日本テレビ                      | 江木俊夫 小嶋伸介 市川森一 山田五郎 大仁田厚 山田まりや                                                                               |
| 19 | 10月13日       | スポーツ大特集 あの感動の舞台裏   | スポーツ大特集 あの感動の舞台裏      | スポーツ大特集 あの感動の舞台裏 | スポーツ大特集 あの感動の舞台裏 | 市川春猿 荻原次晴 高部あい 軍司貞則 松垣吉晃 坂田信久 杉山茂 安藤初夫                                                                 |
| 20 | 11月15日       | 現実を映した辛口ドラマ            | 岸辺のアルバム                       | 1977年                          | TBS                             | 八千草薫 国広富之 大山勝美 山本陽子 山田邦子 眞里奈 山崎元                                                                            |
| 20 | 11月15日       | 現実を映した辛口ドラマ            | となりの芝生                         | 1976年                          | NHK                             | 八千草薫 国広富之 大山勝美 山本陽子 山田邦子 眞里奈 山崎元                                                                            |
| 21 | 12月6日        | テレビアニメ進化論                | 鉄腕アトム                           | 1963年                          | フジテレビ                      | 杉井ギサブロー 大塚康生 大和田伸也 喜屋武ちあき 樋口尚文                                                                              |
| 21 | 12月6日        | テレビアニメ進化論                | 未来少年コナン                       | 1978年                          | NHK                             | 杉井ギサブロー 大塚康生 大和田伸也 喜屋武ちあき 樋口尚文                                                                              |
| 22 | 2009年 1月3日  | 正月特集 名番組に名司会者あり     | 11PM                                 | 1965年-1990年                   | 日本テレビ                      | 愛川欽也 藤本義一 鈴木健二 金子辰雄 徳光和夫 にしおかすみこ ほか                                                                      |
| 22 | 2009年 1月3日  | 正月特集 名番組に名司会者あり     | なるほど!ザ・ワールド                | 1981年-1996年                   | フジテレビ                      | 愛川欽也 藤本義一 鈴木健二 金子辰雄 徳光和夫 にしおかすみこ ほか                                                                      |
| 22 | 2009年 1月3日  | 正月特集 名番組に名司会者あり     | 紅白歌合戦                           | 1953年-現在                     | NHK                             | 愛川欽也 藤本義一 鈴木健二 金子辰雄 徳光和夫 にしおかすみこ ほか                                                                      |
| 22 | 2009年 1月3日  | 正月特集 名番組に名司会者あり     | のど自慢                             | 1946年-現在                     | NHK                             | 愛川欽也 藤本義一 鈴木健二 金子辰雄 徳光和夫 にしおかすみこ ほか                                                                      |
| 23 | 2月14日        | 時代劇のニューヒーロー            | 新選組血風録                         | 1965年                          | NETテレビ                       | 李麗仙 近藤晋 上月信二 浜村淳 藤原智美 ペリー荻野                                                                                     |
| 23 | 2月14日        | 時代劇のニューヒーロー            | 黄金の日日                           | 1978年                          | NHK                             | 李麗仙 近藤晋 上月信二 浜村淳 藤原智美 ペリー荻野                                                                                     |
| 24 | 3月7日         | みんなが笑った泣いた 国民的ドラマ | 時間ですよ                           | 1970年-複数                     | TBS                             | 樹木希林 小林綾子 田澤正稔 江口浩之 片岡鶴太郎 関川夏央 アンナ・リー                                                                  |
| 24 | 3月7日         | みんなが笑った泣いた 国民的ドラマ | おしん                               | 1983年                          | NHK                             | 樹木希林 小林綾子 田澤正稔 江口浩之 片岡鶴太郎 関川夏央 アンナ・リー                                                                  |